# ساوت مارستون
ساوت مارستون (به انگلیسی: South Marston) یک روستا و محله مدنی در بریتانیا است که در سویندون واقع شده‌است. ساوت مارستون ۸۳۶ نفر جمعیت دارد.